# Æneas Mackintosh
Æneas Lionel Acton Mackintosh (Tirhut, 1º luglio 1879 – Antartide, 8 maggio 1916) è stato un esploratore e navigatore britannico.
Nato a Tirhut (India) da genitori britannici, studia nel Regno Unito e trova lavoro nella marina mercantile. Nel 1907 viene scelto da Ernest Shackleton come secondo ufficiale della Nimrod per l'omonima spedizione antartica. Arrivato sul continente perde un occhio in un incidente ed è costretto a tornare in Nuova Zelanda. Dopo la missione partecipa a una infruttuosa caccia all'oro nei Carpazi e poi trascorre tre mesi all'Isola del Cocco (al largo della Costa Rica) alla ricerca di un tesoro spagnolo.
Nel 1914 viene scelto di nuovo da Shackleton per far parte della spedizione Endurance. In particolare a Mackintosh viene assegnata la guida del gruppo del mare di Ross che ha il compito di allestire alcuni depositi di provviste che dovranno essere utilizzati da Shackleton proveniente dall'altro lato dell'Antartide.
Sfinito dalle pessime condizioni meteo rischia di morire nel viaggio di ritorno lungo la barriera di Ross. Aiutato dai compagni, scompare con Victor Hayward nel tratto di mare tra Hut Point e capo Evans l'8 maggio 1916.